# Holger H.
Holger H. (ur. 1971; zm. 22 stycznia 1973 w Berlinie) – najmłodsza poświadczona historycznie ofiara śmiertelna istnienia Muru Berlińskiego zmarła tragicznie wskutek uduszenia podczas podejmowanej przez jej rodziców próby ucieczki z NRD do Berlina Zachodniego.

## Okoliczności śmierci
Holger H. urodził się jako syn małżeństwa Ingrid i Klausa H. Mężczyzna miał już na koncie nieudaną próbę ucieczki z NRD przez Morze Bałtyckie, co zaowocowało konsekwencjami w postaci utrudnień w życiu zawodowym. Jako że z trudnościami realiów życia w NRD borykała się także i Ingrid H., małżeństwo zdecydowało się na podjęcie wraz z 15-miesięcznym synem wspólnej ucieczki z kraju. 
W nocy 22 stycznia 1973 r. oczekująca na parkingu przed tranzytowym odcinkiem szosy na granicy NRD i Berlina Zachodniego w okolicach Drewitz-Dreilinden rodzina ukryła się w pustych skrzyniach przewożonych na powierzchni ładunkowej ciężarówki należącej do pochodzącego z zachodniej części Berlina znajomego pary. W jednej ze skrzyń znajdowała się 20-letnia Ingrid z Holgerem, w innej liczący wówczas 23 lata jej mąż Klaus. 
Podczas przedłużających się procedur w znajdującym się w Drewitz punkcie kontrolnym Checkpoint Bravo dziecko zaczęło płakać, w związku z czym nieudane próby jego uspokojenia zmusiły matkę do ostatecznego środka poprzez zasłonięcie dłonią ust. Jako że Holger cierpiał w danym momencie na zapalenie ucha środkowego oraz zapalenie oskrzeli utrudniające swobodne oddychanie przez nos, w następstwie tego kroku chłopiec udusił się. Podjęte już po przekroczeniu granicy próby ożywienia dziecka nie przyniosły efektu, gdyż wskutek uduszenia poniosło ono śmierć.
Holgera H. pochowano w zachodnioberlińskiej dzielnicy Marienfelde. Upamiętniony został przez stelę w okolicach dawnego punktu kontrolnego Drewitz-Dreilinden oraz jedno z tzw. okienek pamięci w mauzoleum Gedenkstätte Berliner Mauer przy Bernauer Straße.

## Literatura
- Hans-Hermann Hertle, Maria Nooke: Die Todesopfer an der Berliner Mauer 1961 - 1989. Ein biographisches Handbuch. Hrsg. vom Zentrum für Zeithistorische Forschung Potsdam und der Stiftung Berliner Mauer. Links, Berlin 2009, ISBN 978-3-86153-517-1.